# Tomeu Esteva Jofre
Tomeu Esteva Jofre   (15 de juny de 1920 - 9 d'agost de 2010) fou un cuiner mallorquí, pioner en la difusió de la gastronomia.

## Biografia
Amb només 12 anys, va entrar a treballar a la cuina del Gran Hotel de Palma, i posteriorment, va treballar a diversos hotels de l'illa: el Gran Hotel Mediterráneo, eñ Gran Hotel de Camp de Mar, l'Hotel Alhambra i l'Hotel Bahía Palace. A partir del 1967, va començar a ensenyar gastronomia a l'Escola Sindical d'Hostaleria de les Balears.
Esteva va cuinar per a grans personalitats del món, i, fins i tot, va fer paelles al cercle polar àrtic. Va ser, a més, pioner en la investigació culinària i gastronòmica i va crear diverses col·leccions de llibres de cuina. En una d'elles va reunir més d'11.000 menús de diferents èpoques i llocs del món.
Va rebre la Medalla de Plata per a la Promoció Turística i el Premi Nacional de Gastronomia.